# Бребенескуль (гора)
Бребене́скуль (укр. Бребенескул) — одна из высочайших вершин хребта Черногора, вторая по высоте вершина Украины .
Расположена посередине хребта, на границе Ивано-Франковской и Закарпатской областей, между вершинами Мунчель (1998 м) на юго-востоке и Ребра (2001 м) на северо-западе.
Высота — 2035 м (по другим данным 2032 или 2038). Поверхность куполообразная. На склонах распространены древнеледниковые формы рельефа, следы процессов морозного выветривания. Гора покрыта альпийскими и субальпийскими лугами, характерные каменные россыпи и осыпи.
Западнее вершины расположено самое высокогорное озеро Украины — Бребенескуль.
Ближайший населённый пункт — Быстрец (Ивано-Франковская область).

## Топографические карты
Лист карты M-35-134 Ворохта. Масштаб: 1 : 100 000. Состояние местности на 1976 год. Издание 1978 г.